# アルベルタス・ヴァイティエクス・マンヴィーダス
アルベルタス・ヴァイティエクス・マンヴィーダス（リトアニア語: Albertas Vaitiekus Manvydas、ポーランド語: Wojciech Moniwid、1422年頃没）は、リトアニアの貴族。1396年から1413年までヴィリニュスのスタロストヴォを、 1413年から1422年まで同都市のヴァイヴァダを務めた。ジャルギリスの戦いの参加者でもあり、マンヴィーダス家の創始者である。

## 来歴
アルベルタス・ヴァイティエクスが史料上で最初に現れるのは1387/1389年であり、生まれた時のことは知られていない。その父はユルギス・ゲドガウダスの実の兄弟であるガリンギナスであった。最初の妻はスモレンスク公スヴャトスラフ・イヴァノヴィチの娘でリトアニア大公ヴィータウタスの妃オナの姉妹である可能性のあるユリヤナであった。 恐らくはこの婚姻で息子のヨナスを得た。二番目の妻は出自不明のヤドヴィガ（ホロドウォ合同の布告に刻まれているヤドヴィガ・グロドフスカの可能性あり）である。
アルベルタス・ヴァイティエクスはヴィータウタスからの好意を利用して彼からジュパルニを含む広大な領地を得た。ホロドウォ合同によりレリヴァ（紋章）を得ている。カトリック教会による洗礼後にヴォイチェクの名を得ているが、このことはアルブレヒトのようなラテン語の文章に伝統的に伝わっている。1422年のメルノの和約に参加したことがアルベルタス・ヴァイティエクスについての最後の記述である。遺体はヴィリニュスの時計台の地に埋葬されたが、そこはマンヴィーダスの地として知られている。